# Campeonato Mundial de Ciclismo em Pista de 1961
O Campeonato Mundial UCI de Ciclismo em Pista de 1961 foi realizado na Suiça, na cidade de Zurique,  entre os dias 27 de agosto e 13 de setembro. Foram disputadas seis provas masculinas, três para profissionais e três para amadores, mais duas provas femininas nas categorias velocidade e perseguição individual. 
As provas aconteceram no velódromo Velódromo Zurique-Oerlikon.
Por causa de doping, o ciclista suíço Fritz Gallati durante a corrida teve um incidente médico grave, correndo risco de vida. Gallati foi posteriormente suspenso por três meses.

## Sumário de medalhas

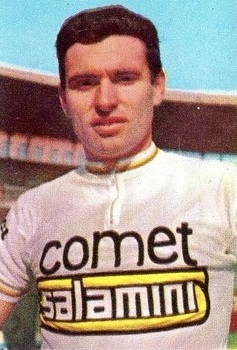
Sergio Bianchetto ciclista da Itália, vencedor da prova de velocidade amadora.

| Eventos profissionais masculinos |                                         |                                       |                                    |
| Velocidade individual            | Antonio Maspes · Itália                 | Michel Rousseau · França              | Jos De Bakker · Bélgica            |
| Perseguição individual           | Rudi Altig · Alemanha Ocidental         | Willy Trepp · Suíça                   | Leandro Faggin · Itália            |
| Motor-paced                      | Karl-Heinz Marsell · Alemanha Ocidental | Paul Depaepe · Bélgica                | Max Meier · Suíça                  |
| Eventos amadores masculinos      |                                         |                                       |                                    |
| Velocidade individual            | Sergio Bianchetto · Itália              | Giuseppe Beghetto · Itália            | Ron Baensch · Austrália            |
| Perseguição individual           | Henk Nijdam · Países Baixos             | Jacob Oudkerk · Países Baixos         | Marcel Delattre · França           |
| Motor-paced                      | Leendert Van der Meulen · Países Baixos | Siegfried Wustrow · Alemanha Oriental | Georg Stoltze · Alemanha Ocidental |
| Eventos femininos                |                                         |                                       |                                    |
| Velocidade individual            | Galina Ermolaeva · União Soviética      | Valentina Maksimova · União Soviética | Jean Dunn · Reino Unido            |
| Perseguição individual           | Yvonne Reynders · Bélgica               | Beryl Burton · Reino Unido            | Marie-Thérèse Naessens · Bélgica   |

## Quadro de medalhas

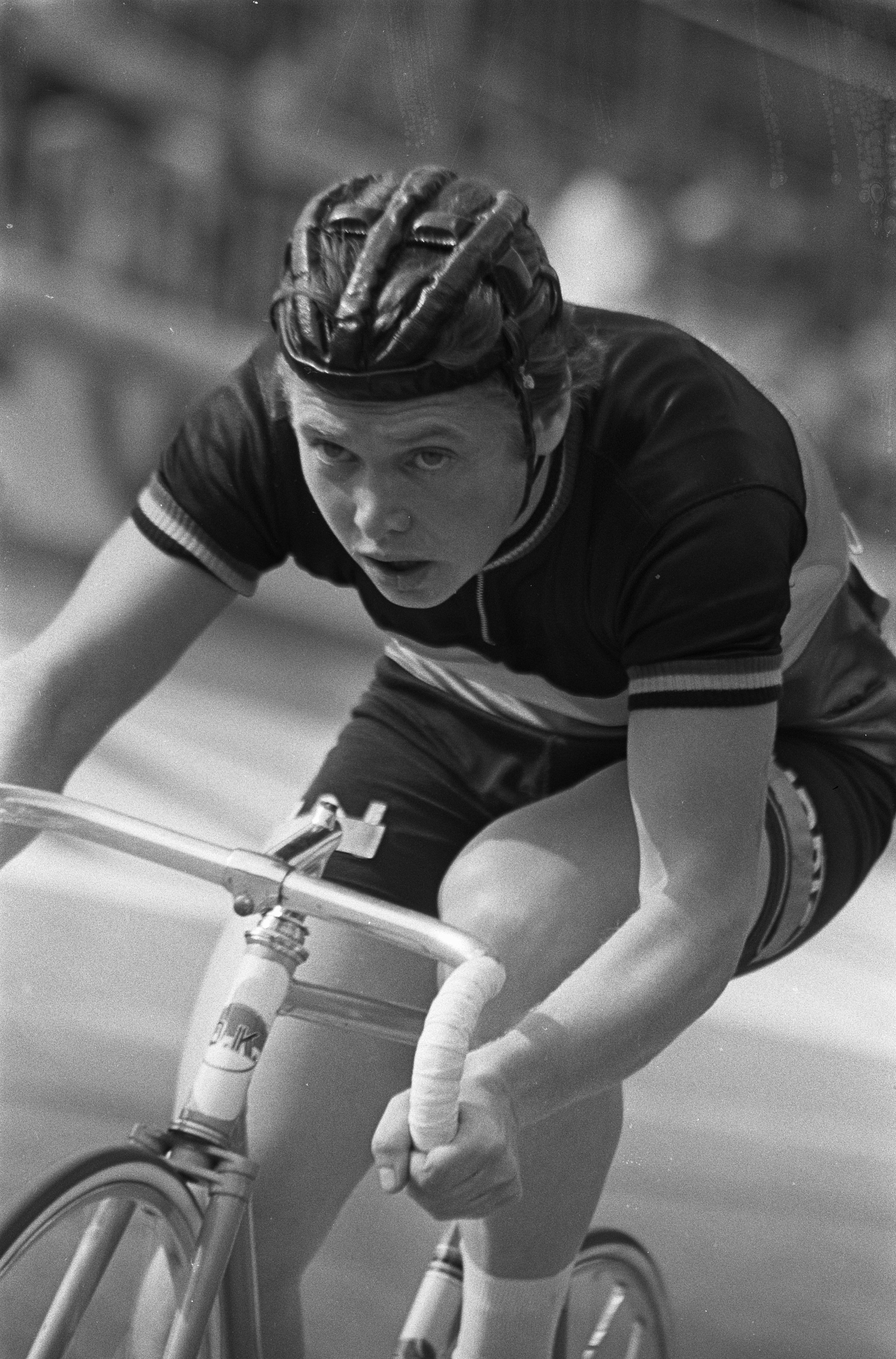
Yvonne Reynders ciclista belga vencedora da prova feminina de perseguição individual.

| Ordem | País               | Medalha de ouro | Medalha de prata | Medalha de bronze | Total |
| ----- | ------------------ | --------------- | ---------------- | ----------------- | ----- |
| 1     | Itália             | 2               | 1                | 1                 | 4     |
| 2     | Países Baixos      | 2               | 1                | 0                 | 3     |
| 3     | Alemanha Ocidental | 2               | 1                | 0                 | 3     |
| 4     | Bélgica            | 1               | 1                | 2                 | 4     |
| 5     | União Soviética    | 1               | 1                | 0                 | 2     |
| 6     | França             | 0               | 1                | 1                 | 2     |
| 6     | Reino Unido        | 0               | 1                | 1                 | 2     |
| 6     | Suíça              | 0               | 1                | 1                 | 2     |
| 9     | Alemanha Oriental  | 0               | 1                | 0                 | 1     |
| 10    | Austrália          | 0               | 0                | 1                 | 1     |
|       | TOTAL              | 8               | 8                | 8                 | 24    |